# فایتویل (آلاباما)
فایت‌ویل (به انگلیسی: Fayetteville) شهرکی در شهرستان تالادگا ایالت آلاباما است که مساحت آن ۵۱٫۲۱ کیلومترمربع است و در سرشماری سال ۲۰۱۰ میلادی، ۱٬۲۸۴ نفر جمعیت داشته و تراکم جمعیتی آن، ۲۵٫۰۷ در کیلومترمربع بوده است.